# John Mitchell (geógrafo)
John Mitchell (3 de abril de 1711 - 19 de febrero dd 1768) fue un cartógrafo, médico y botánico estadounidense. Creó la más comprensible carta del siglo XVIII de Norteamérica, conocida aún como la Carta de Mitchell; que fue usada durante el Tratado de Versalles (1783) para definir los límites de la nueva independiente Estados Unidos, permaneciendo como importante para resolver disputas fronterizas.

## Vida
Nació en 1711 en Lancaster, Virginia de una familia de mercaderes y agricultores exitosa. Fue a Escocia a estudiar en la Universidad de Edinburgo, obteniendo su título en 1729, y luego estudia medicina hasta 1731, aparentemente sin recibirse. Retorna a Virginia a practicar medicina. En ese tiempo estudia historia natural y Botánica.
En 1745 Mitchell argumenta que una serie de epidemias en Virginia se debían a tropas británicas mal atendidas. Mitchell se enferma y se traslada a Bretaña en 1746 para recuperarse. En esa visita se interesa en la factura de cartas geográficas, y publica el tratado francés relativo a las colonias británicas.
Los británicos y franceses habían peleado una gran guerra global a principios del siglo XVIII. Conocida como guerra de la reina Ana en las colonias americanas británicas, finaliza con el Tratado de Utrecht en 1713; que fijaba límites entre las dos naciones colonialistas en América, pero hacia 1746, los británicos se fueron convenciendo de que los franceses violaban el tratado e ingresaban al territorio británico. Este era el ambiente político en donde John Mitchell hace su carta. Su éxito fue mostrar el tratado en una escala grande, desde el Golfo de México a la Bahía de Hudson.
Una primera tirada se hace en 1750. Fue casi un borrador, pero le permitió a Mitchell obtener la atención del Cámara de Comercio de Inglaterra, quien emplea a Mitchell en crear una nueva carta. En es capacidad, Mitchell tuvo acceso a la colección privada de la Cámara de cartas y reportes. Además, se instruyó a los gobernadores coloniales a enviarle a Mitchell cartas detalladas e información de límites.
Mitchell publica su nueva carta en 1755 por el editor de Londres Andrew Millar. Un año más tarde, la Guerra de los Siete Años rompe a británicos y franceses.
La 1.ª edición de la carta de Mitchell, registrada el 13 de febrero de 1755, se tituló Un Mapa de los Dominios Británicos y Franceses en Norteamérica .... La 2.ª edición fue rpesurosamente producida, probablemente en 1757, incluyendo dos largos bloques de texto describiendi las fuentes de datos y fueron compilados dentro del mapa.
En 1767 Mitchell publica el libro El Presente Estado de Gran Bretaá y Norteamérica, con Atención a la Agricultura, Población, Mercados, y Manufactureros, Imparcialmente Considerados.
John Mitchell fallece en 1768. Su mapa fue editado varias veces después de su muerte. Fue la más detallada carta de Norteamérica disponible en el siglo XVIII, y usada como una referencia primaria durante el Tratado de Versailles (1783) que finalizó con la Guerra de Independencia de los Estados Unidos. Algunas inexactitudes en la carta resultaron en disputas fronterizas, particularmente en Maine y cerca de la fuente del río Misisipi.

## Honores

### Epónimos
- (Amaranthaceae) Amaranthus mitchellii Benth.[1]
- (Asteraceae) Aster mitchellii F.Muell.[2]
- (Boraginaceae) Heliotropium mitchellii Craven[3]
- (Capparaceae) Busbeckea mitchellii (Lindl.) F.Muell.[4]
- (Crassulaceae) Jovibarba × mitchellii Zonn.[5]
- (Epacridaceae) Styphelia mitchellii (Benth.) F.Muell.[6]
- (Euphorbiaceae) Bertya mitchellii Müll.Arg.[7]
- (Fabaceae) Crotalaria mitchellii Benth.[8]
- (Fabaceae) Acacia mitchellii Benth.[9]
- (Fabaceae) Astragalus mitchellii Post[10]
- (Lamiaceae) Dicrastylis mitchellii Rye[11]
- (Loranthaceae) Loranthus mitchellii Wall.[12]
- (Myoporaceae) Pholidia mitchellii (Benth.) Wettst.[13]
- (Myrtaceae) Calytrix mitchellii S.Moore[14]
- (Oleaceae) Jasminum mitchellii Lindl.[15]
- (Orchidaceae) Anathallis mitchellii (Dod) Pridgeon & M.W.Chase[16]
- (Orchidaceae) Oligochaetochilus mitchellii (Lindl.) Szlach.[17]
- (Plantaginaceae) Plantago mitchellii Decne.[18]
- (Poaceae) Iseilema mitchellii Anderss[19]
- (Poaceae) Sporobolus mitchellii (Trin.) C.E.Hubb. in S.T.Blake[20]
- (Proteaceae) Conospermum mitchellii Meisn.[21]
- (Stylidiaceae) Stylidium mitchellii Endl. ex Mildbr.[22]
- (Tiliaceae) Triumfetta mitchellii Halford[23]

- La abreviatura «Mitch.» se emplea para indicar a John Mitchell como autoridad en la descripción y clasificación científica de los vegetales.[24]

### Sus principales publicaciones
- Mitchell, John (1744). «An Essay upon the Causes of the Different Colours of People in Different Climates; By John Mitchell, M.D. Communicated to the Royal Society by Mr. Peter Collinson, F.R.S.». Philosophical Transactions of the Royal Society of London. 43, no.474: 102-50.
- Mitchell, John (1748). «An Account of the Preparation and Uses of the Various Kinds of Pot-Ash; by John Mitchell M.D. & F.R.S. Read Nov. 17 and 24. 1748». Philosophical Transactions of the Royal Society of London. 45, no.489: 541-63.
- Mitchell, John (1748), «Dissertatio brevis de principiis botanicorum et zoologorum deque novo stabiliendo naturæ rerum congruo», Acta physico-medica academiæ caesareæ Leopoldino-Franciscanae naturæ curiosorum exhibentia ephemerides sive observationes historias et experimenta 8, Nuremberg: B. W. M. Endteri Consortium, pp. appendix 187-202.
- Mitchell, John (1748), «Appendix: Nova plantarum genera», Acta physico-medica academiæ caesareæ Leopoldino-Franciscanae naturæ curiosorum exhibentia ephemerides sive observationes historias et experimenta 8, Nuremberg: B. W. M. Endteri Consortium, pp. appendix 203-24.
- Mitchell, John [attrib.] (1757). The Contest in America Between Great Britain and France, With Its Consequences and Importance; Giving an Account of the Views and Designs of the French, with the Interests of Great Britain, and the Situation of the British and French Colonies, in all parts of America: In which A proper Barrier between the two Nations in North America is pointed out, with a Method to Prosecute the War, so as to obtain that necessary security for our Colonies. London: Andrew Millar.
- Mitchell, John [attrib.] (1767). The Present State of Great Britain and North America, with regard to Agriculture, Population, Trade, and Manufacture, impartially considered: Containing a particular Account of The dearth and scarcity of the necessaries of life in England; the want of staple commodities in the Colonies; the decline of their trade; increase of people; and necessity of manufactures, as well as of a trade in them hereafter. In which The causes and consequences of these growing evils, and methods of preventing them, are suggested; The proper Regulations for the Colonies, and the taxes imposed upon them, are considered, and compared with their condition and circumstances. London: T. Becket and P. A. de Hondt.